# Bolo batiente
El bolo batiente es un juego que consiste en lanzar la bola rodando desde el encalme hasta la losa para derribar el mayor número de bolos y lanzarlos lo más lejos posible. 
En cuanto a la valoración, se realiza de la siguiente forma: 
- Si la bola, pasando por fuera o por dentro del rodau y no derriba bolos, obtiene una puntuación de cero.
- Los bolos que rebasan el ciebu por su parte superior valen 50 puntos cada uno.
- Si un bolo queda sobre la raya de catorce, vale 10 puntos en caso de que la mitad de la parte gruesa quede en la zona del catorce o un punto si la parte que queda es la más delgada.
- Los bolos que rebasan del catorce valen 10 puntos, mientras que los derribados en la zona comprendida entre la losa y la raya del catorce valen un punto.
- Los bolos derribados al retroceder la bola en su choque contra el batiente no cuentan.

El juego “mano a mano” se hace a 2.000 puntos, mientras que jugando por equipos es necesario ganar dos partidas que cada uno se va a la suma de 3.000 puntos. En la zona centro – occidental de Asturias tenemos el batiente, otra variante de los tradicionales bolos asturianos.

## El campo de juego
Está ligeramentehacia donde se sitúan los bolos, tiene varias partes: 
1. En primer lugar se encuentra la zona de carrera, que es la parte de la bolera en la que el jugador toma impulso para lanzar la bola. El piso de esta zona de carrera ha de ser de tierra vegetal, rayada para evitar que resbale el jugador. La longitud de esta primera zona será de 14 o 15 m.
2. Una segunda parte de la bolera es el encalme, formado por uno o varios tablones empotrados en el suelo al nivel de la pista.
3. En tercer lugar esta el rodau. Zona por donde rueda la bola. El piso del rodau ha de ser de arcilla o barro arcilloso. La parte izquierda del rodau esta limitada por un tablón para que no salga la bola.
4. En cuarto lugar está la losa, que es una piedra incrustada en el suelo, de forma rectangular de 90 × 40 cm la losa está un poco más pendiente que el conjunto de la bolera y en ella se encuentran unos 14 o 15 agujeros en los que se colocan los bolos, sujetos con arcilla y situados a una distancia de 10 cm como mínimo y de 14 cm como máximo.
5. Por último tenemos el ciebu o batiente, que es una valla de madera y protegida por una goma. La altura mínima de esta valla es de 1,80 m, perfectamente cerrada en forma de media luna a una distancia igual o mayor de cuatro metros desde el punto de intersección de eje del rodau en el lado posterior de la losa.

## Tamaño de bolos y bolas
Por lo que concierne a los bolos, hay que decir que preferentemente han de ser de avellano o acacia y han de tener forma de tronco de entre 40 y 45  cm de altura y base mayor de 3 cm de diámetro y base menos de 1,5 cm de diámetro. Las bolas, preferiblemente de encina, han de ser esféricas desde 12 hasta 18 cm de diámetro y con la superficie lisa, con un peso de 3 o 4 kilos.
El campeonato más importante en el batiente es el torneo de ases que se disputa a finales del mes de septiembre y en el cual juegan los dieciséis mejores jugadores de esta modalidad también hay un campeonato de bolos batiente de Asturias y otro de regularidad en el que existen varias categorías:
- infantil
- juvenil
- cadete
- jugador de 2.ª
- jugador de 1.ª
- veteranos

Además de los campeonatos entre los equipos (peñas) de bolos. Las más importantes son: El Tronco (Pravia), Casa Jenaro (Pervera), El Castillo (Salas), El Resbalón (Carreño) y La Cuesta (Cudillero)
La temporada de bolos batiente dura desde marzo hasta octubre aproximadamente.

## Historia
La modalidad de bolo batiente comenzó con unas boleras de barro en vez de tabla y con la losa en una posición central (la actual se encuentra en la izquierda). Las únicas boleras que se conservan con estas características son la de Las Bárzanas (Piedras Blancas) y Puentevega (Pravia) esta última data de hace más de 120 años y ya solo se utiliza el día de la fiesta de La Ponte (fiesta local en Puentevega).
Antiguamente las boleras servían de punto de encuentro entre los paisanos de los pueblos, en ellas no solo se iba a jugar a los bolos sino que existían bares adyacentes a las boleras situadas en cada pueblo del centro asturiano.

## Otros datos de interés
Página web oficial con toda la actualidad del batiente:
PÁGINA WEB OFICIAL DE BATIENTE Archivado el 3 de septiembre de 2021 en Wayback Machine.
- Datos: Q5731601